# Rubén Trejo
Rubén Trejo (* 7. Januar 1937 in Saint Paul, Minnesota; † 19. Juli 2009 in Spokane, Washington) war ein US-amerikanischer Bildhauer und Maler mexikanischer Abstammung. Er war Professor an der Eastern Washington University und ist bekannt für seine Werke, die sich mit Themen der Chicano- und Latino-Gemeinschaft sowie mit Kultur, Geschichte und Glauben auseinandersetzen.

## Leben
Rubén Trejo  wurde in einem Güterwaggon auf dem Burlington Railroad Yard in Saint Paul geboren. Seine Eltern stammten aus Michoacán, Mexiko, und waren in den 1910er oder 1920er Jahren in die Vereinigten Staaten eingewandert. Sein Vater arbeitete für die Eisenbahn, während seine Mutter und seine Geschwister als Wanderarbeiter in der Landwirtschaft tätig waren. Trejo wuchs zweisprachig auf, zu Hause sprach er Spanisch, in der Schule Englisch. Anfang der 1950er Jahre beendete die Familie ihre Tätigkeit als Wanderarbeiter. Rubén Trejo schloss 1969 sein Studium an der University of Minnesota mit einem Master of Fine Arts (M.F.A.) in Bildhauerei ab und studierte im Nebenfach Lateinamerikanische Literatur.
1973 zog  Rubén Trejo  nach Spokane, Washington, um an der Eastern Washington University (EWU) Kunst und Geisteswissenschaften zu unterrichten. Dort lehrte er mehr als 30 Jahre und war Mitbegründer des Chicano Education Program, das die Bildungs- und Berufschancen von Latino-Studierenden fördert und das Bewusstsein für das kulturelle Erbe der Chicano-Bewegung schärft. Für sein Engagement wurde er 1987 mit der Trustee Medal der EWU ausgezeichnet. 
Rubén Trejos Werke wurden in zahlreichen Ausstellungen gezeigt und sind Teil der ständigen Sammlungen des National Museum of Mexican Art in Chicago, des Smithsonian American Art Museum und des National Hispanic Cultural Center in Albuquerque, New Mexico. 

## Werk
Rubén Trejos  Werk umfasst Skulpturen und Gemälde, in denen er häufig Materialien wie Eisenbahnnägel, landwirtschaftliche Geräte und Alltagsgegenstände verarbeitet. Seine Werke spiegeln seine mexikanisch-amerikanische Identität wider und verbinden präkolumbianische Einflüsse mit zeitgenössischen Themen. Ein bekanntes Werk ist Mandalas, in dem er Eisenbahnnägel verwendet, um an die Arbeit seines Vaters zu erinnern.